# SynergySP
SynergySP (シナジーSP, ShinajīSP) est un studio de films et séries d'animation japonais fondé le 24 septembre 1998.

## Histoire
En 1998, plusieurs membres du Studio Juno, spécialisé dans la sous-traitance notamment pour Toei Animation, dont Minoru Okazaki et Minoru Maeda partent fonder un nouveau studio, Synergy Japan (有限会社シナジージャパン, Yūgen-gaisha Shinajī Japan). Le studio commence en tant que sous-traitants pour d'autres studios comme Nippon Animation. En 2003, le studio fait sa première coproduction, Mermaid Melody, en partenariat avec le studio Actas.
En 2005, le studio forme un partenariat avec l'éditeur Shōgakukan et change de nom pour SynergySP (有限会社SynergySP). Le studio anime essentiellement des mangas issus des magazines de l'éditeur comme Weekly Shōnen Sunday ou encore Ciao.
En avril 2017, le studio devient une filiale de Shin-Ei Animation. Sōjirō Masuko, ancien réalisateur et producteur en chef, est placé à la tête de la société.

## Productions

### Séries télévisées
- Pichi Pichi Pitch : La Mélodie des Sirènes (91 épisodes) (avril 2003 - décembre 2004) (avec Actas)
- Panda-Z (30 épisodes de 5 min) (avril 2004 - novembre 2004) (avec B.Media)
- MÄR (102 épisodes) (avril 2005 - mars 2007)
- Shinseiki Duel Masters Flash (24 épisodes) (avril 2006 - mars 2007)
- Kilari (153 épisodes) (avril 2006 - mars 2009) (avec G&G Entertainment)
- Hayate the Combat Butler (52 épisodes) (avril 2007 - mars 2008)
- Treasure Gaust (? épisodes) (juin 2007)
- Major S4 à S6 (76 épisodes) (janvier 2008 - septembre 2010)
- Zettai Karen Children (51 épisodes) (avril 2008 - mars 2009)
- Cross Game (50 épisodes) (avril 2009 - mars 2010)
- Beyblade: Metal Fusion (51 épisodes) (avril 2009 - mars 2010)
  - Beyblade: Metal Masters (51 épisodes) (avril 2010 - mars 2011)
  - Beyblade: Metal Fury (51 épisodes) (avril 2011 - avril 2012)
  - Beyblade: Shogun Steel (38 épisodes) (avril 2012 - décembre 2012)
- B-Daman CrossFire (52 épisodes) (octobre 2011 - septembre 2012)
  - Cross Fight B-Daman (26 épisodes) (octobre 2012 - mars 2013)
- Chibi Devi! (75 épisodes de 5 min) (octobre 2011 - février 2014)
- Initial D - 5th Stage (14 épisodes) (novembre 2012 - mai 2013)
- Beast Saga (38 épisodes) (janvier 2013 - septembre 2013)
- BeyWarriors: BeyRaiderz (13 épisodes) (janvier 2014 - mars 2014)
- Initial D Final Stage (4 épisodes) (mai 2014 - juin 2014)
- BeyWarriors: Cyborg (en) (26 épisodes + 2 spéciales) (octobre 2014 - février 2015)
- Battle Game in 5 Seconds (en) (12 épisodes) (juillet 2021 - septembre 2021) (Coproduit avec Vega Entertainment et Studio A-Cat)[2]
- Taisho Otome Fairy Tale (en) (12 épisodes) (octobre 2021 - décembre 2021)
- A Couple of Cuckoos (avril 2022 - prévue) (coproduit avec Shin-Ei Animation)[3],[4]
- Girlfriend, Girlfriend (à partir de la saison 2) (octobre 2023 - décembre 2023)[5],[6]
- Craque pour moi, Medaka ! (janvier 2025)

### Films
- Beyblade: Metal Fusion - le film (2010)

### OAV
- Zettai Karen Children (2 OAV) (2010)
- Ore-sama Kingdom (2011)
- Hime Gal Paradise (2011)
- The Magic of Chocolate (2011)
- Ijime (1 OAV) (2012)